# ویتسلاو یکم، شاهزاده روگن
ویتسلاو یکم، شاهزاده روگن (انگلیسی: Vitslav I, Prince of Rügen; ۱ ژانویهٔ ۱۱۸۰ – ۷ ژوئن ۱۲۵۰) در منابع انگلیسی، شاهزاده روگن بود. وی به‌همراه والدمار دوم دانمارک در نبرد لیندانیسه در جنگ صلیبی لیوونی حضور داشت.